# Principal (finance)
Le principal est le montant emprunté et non encore remboursé. Dans le cas d'un prêt classique, c'est sur ce montant principal que sont calculés les intérêts.